# Star One (zespół muzyczny)
Star One – side-project Arjena Lucassena znanego z Ayreon. Pomysł utworzenia tego projektu narodził się podczas współpracy z frontmanem Iron Maiden, Bruce'em Dickinsonem. Muzyka Star One jest zdecydowanie cięższa od innych dotychczasowych projektów Lucassena. W tym projekcie postanowił zaczerpnąć ze space rocka lat 70. i połączyć to z progresywnym metalem. Projekt wydał w sumie cztery albumy:  trzy studyjne i jeden koncertowy.

## Dyskografia
| 2002                           | Space Metal - Data: 21 maja 2002 - Wydawca: InsideOut Music                   | 32 | 70 | 93 | —  | —  |
| 2003                           | Live on Earth - Data: 29 kwietnia 2003 - Wydawca: InsideOut Music             | —  | —  | —  | —  | —  |
| 2010                           | Victims of the Modern Age - Data: 1 listopada 2010 - Wydawca: InsideOut Music | 21 | 61 | —  | —  | —  |
| 2022                           | Revel in Time - Data: 18 lutego 2022 - Wydawca: InsideOut Music               | 1  | 6  | 7  | 18 | 50 |
| "—" pozycja nie była notowana. |                                                                               |    |    |    |    |    |